# Хардуэй, Тим (младший)
Об отце данного баскетболиста см. Хардуэй, Тим
Тимоти Дуэйн «Тим» Хардуэй — младший (англ. Timothy Duane "Tim" Hardaway, Jr.; род. 16 марта 1992 года в Майами, штат Флорида, США) — американский баскетболист, выступающий за клуб НБА «Детройт Пистонс».
Сын игрока НБА Тима Хардуэя.

## Старшая школа
Первый сезон в старшей школе провёл за Палмер Тринити, а затем перешёл в Майами Палметто. В первом сезоне выступал в регбийной команде, однако затем стал заниматься баскетболом. После этого решения Тим начал работать под руководством отца, который фактически стал его вторым тренером, а также мог внести коррективы в программу баскетбольной подготовки. Первым из колледжей, которые вышли на контакт с игроком, был Мичиган.
Главный тренер Мичигана Джон Бейлейн пригласил игрока посетить игру колледжа 6 декабря сезона 2008-09 против Дьюка. Команда хозяев одержала победу со счётом 81-73. Летом, перед началом третьего сезона Хардуэй принял участие в подготовке при университете Мичигана, в этот же период он согласился выступать за этот колледж. Так ка Хардуэй по оценкам Rivals.com не входил в число 150 лучших игроков старшей школы в США, кроме Мичигана только два колледжа — Миннесота и Канзас предложили игроку выступать за них. В 2009 и 2010 годах игрок становился участником первой символической сборной города Майами для своего возраста, хотя в 2008 году попал лишь в третью сборную. В сезоне 2009/10 Хардуэй в среднем за матч набирал 31,7 очка, совершал 7,3 подбора и отдавал 4 результативные передачи. В чемпионате штата Флорида в матче против Пайн Крест игрок записал на свой счёт 42 очка, играя против номера 36 в США Брэндона Найта. По итогам 2010 года ESPN присвоила ему 93-й номер и 28-й на позиции атакующего защитника для своего возраста в США. Scout.com присвоила ему номер 36 для позиции атакующего защитника. Rivals.com не включили его в список лучших игроков США. Хардуэй выступал в летних играх Атлетического Союза за команды Южной Флориды Хит и Чикаго Мак Ирвин, где его одноклубниками были Мейерс Леонард и Джереми Ричмонд.

## Профессиональная карьера
4 апреля 2013 года спортивный репортёр Forbes Даррен Хейтнер сообщил в своём Twitter, что Хардуэй и его партнёр по команде Бёрк выставили свои кандидатуры на Драфт НБА 2013 года. Позднее Хейтнер написал, что по словам его отца, он ещё не решил. 9 апреля Бейлин встретился с Бёрком, Хардуэем, Робинсоном и Макгрэем и направил их в наблюдательный совет НБА. Комиссия по организации драфта до 15 апреля рассматривала кандидатуры игроков и 28 апреля приняла положительное решение. 12 апреля журналист ESPN Майрон Медкалф сказал, что игрок примет участие в драфте 2014 года. Однако 17 апреля Хардуэй заявил, что выставляет кандидатуру на драфт. Хардуэй подписал контракт со спортивным агентом Марком Бартельштейном, отцом его одноклубника по Мичигану, который представлял 37 игроков НБА. Хардуэй стал одним их 60 игроков, которых просматривали в рамках подготовки к драфту.
На драфте 2013 года был выбран под общим 24-м номером командой «Нью-Йорк Никс». На момент драфта в команде было всего два защитника на контрактах. Бёрк и Хардуэй лишь второй раз в истории были выбраны из Мичигана в первом раунде драфта после 1994 года. Хардуэй также как и его отец, был выбран в первом раунде.

### Нью-Йорк Никс (2013–2015)

#### Сезон 2013–14
Хардуэй написал в Твиттере, что выбрал футболку с номером 5 из-за того, что такой номер был у его отца, когда он впервые попал в НБА. 8 июля «Никс» подписали контракт с игроком, по которому он за четыре года получал $6,1 млн, а также принимал участие в открывающейся Летней лиге НБА 2013 года. Во втором матче, 14 июля получил травму запястья. В этот период журналист ESPNNewYork.com Джаред Цверлинг отмечал атакующие навыки у Хардуэя, а также тактическую подготовку, которая помогала ему разыгрывать пик-н-роллы, а также пользоваться взрывным первым шагом, однако многие другие навыки требовали усиления, особенно в защите. Однако после травмы в Летней лиге и двух матчей больше в лиге не играл. В первой предсезонной игре, которая состоялась 9 октября против «Бостон Селтикс» в Провиденсе, Хардуэй набрал 16 очков, 10 из которых в четвёртой четверти, в том числе победный бросок за 8 секунд до окончания матча. В течение предсезонки высоким был процент трёхочковых (18 из 44 или 40,9%). Кроме того, пять матчей не играл Джей Ар Смит, а Хардуэй начал сезон 2013–14 в ростере «Никс».
Дебютировал в сезоне 2013–14 за «Нью-Йорк Никс» в домашнем матче открытия 30 октября против «Милуоки Бакс», набрал 5 очков (2 из 2 броска) и отдал 2 результативные передачи за 15 минут на площадке. Во втором матче, 31 октября против «Чикаго Буллз» провёл на площадке 27 минут, набрал 10 очков и совершил 3 подбора. После того, как Смит вернулся в стартовый состав, 10 ноября Хардуэй обновил собственный рекорд, набрав 11 очков против «Сан-Антонио Спёрс», а затем 13 ноября набрав 14 очков против «Атланты». 16 ноября обновил рекорд по результативным передачам (3), снова в матче против «Атланты». 1 декабря в матче против «Нью-Орлеан Пеликанс» набрал 21 очко. 8 декабря, когда с «Бостоном» не смог сыграть Кеньон Мартин, Хардуэй впервые в карьере в НБА вышел в стартовом составе. Когда рождественский матч с «Оклахомой» пропускали Кармело Энтони и Рэймонд Фелтон, Хардуэй набрал 21 очко и первые пять подборов. В декабре стал одним из трёх претендентов на звание «Новичок месяца» от Восточной конференции. 9 января получил известность его данк через Рэя Аллена. 29 января был приглашен для участия в матче новичков НБА как части звёздного уик-энда 2014 года. В следующем матче против «Кливленд Кавальерс» набрал лучшие в карьере и матче 29 очков (вместе с Кармело Энтони). В январе также попал в шорт-лист голосования на звание лучшего новичка января в Восточной конференции. 14 февраля состоялся Матч новичков НБА, в котором Хардуэй набрал 36 очков, в том числе забросил 7 трёхочковых броска, а также выиграл большинство выходов один на один против Диона Уэйтерса. Хардуэй был одним из трёх номинантов на звание лучшего новичка февраля, однако проиграл только Виктору Оладипо. После трёх подряд матчей с результатом 20+. Хардуэй стал финалистом на звание лучшего новичка недели в марте, а также лучшего новичка месяца от Восточной конференции. Также попал в число финалистов в апреле. В голосовании на звание лучшему новичку сезона в НБА стал пятым. Как результат голосования, попал в первую сборную новичков НБА.

#### Сезон 2014–15
Хардуэй представлял команду «Никс» в летней лиге НБА 2014 года. В пяти матчах в среднем набирал 22,8 очков, это был второй результат в лиге. По итогам выступлений был выбран во вторую сборную Летней лиги. 18 июля был выбран для практики с национальной сборной на матчах последней недели июля.
Сезон начал за спиной двух защитников — Имана Шамперта и Смита. Однако 7 ноября «Никс» решили освежить ростер, а Хардуэй попал в стартовую пятёрку в матче против «Бруклин Нетс». В матче через два дня против «Детройт Пистонс» Хардуэй набрал лучшие в команде 20 очков со скамейки. Так как «Никс» продолжали проигрывать, Хардуэй заменил в стартовой пятёрке Эйси Квинси, так главный тренер Дерек Фишер экспериментировал с составом. 10 декабря он заменил Энтони в старте, а Хардуэй набрал лучший в команде показатель в 23 очка против «Сан-Антонио Спёрс». В середине декабря травмировались Смит и Шамперт, а Хардуэй вновь получил шанс выходить в старте. 31 декабря в матче против «Лос-Анджелес Клипперс» в столкновении получил лёгкое сотрясение мозга, в итоге не принимал участие в первом матче января. Вернулся в стартовую пятёрку 4 января против «Милуоки», а команда установила новый клубный антирекорд, проиграв 11 матчей подряд дома. 24 января Хардуэй установил личный рекорд, набрав 25 очков, также совершил 6 подборов и отдал пять результативных передач в матче против «Шарлотт Хорнетс». 7 марта в матче против «Индианы» получил травму спины, в итоге пропустил две следующие игры. Вернулся в стартовый ростер 12 марта, команда победила «Лос-Анджелес Лейкерс», а игрок набрал 22 очка. В матче против «Финикс Санз» 15 марта после двух минут на площадке травмировал запястье. В итоге пропустил 9 игр, вернувшись на площадку 3 апреля в матче против «Вашингтон Уизардс». Вновь набрал лучший показатель за сезон в 25 очков в последнем матче 15 апреля против «Детройта».

### Атланта Хокс (2015–2017)

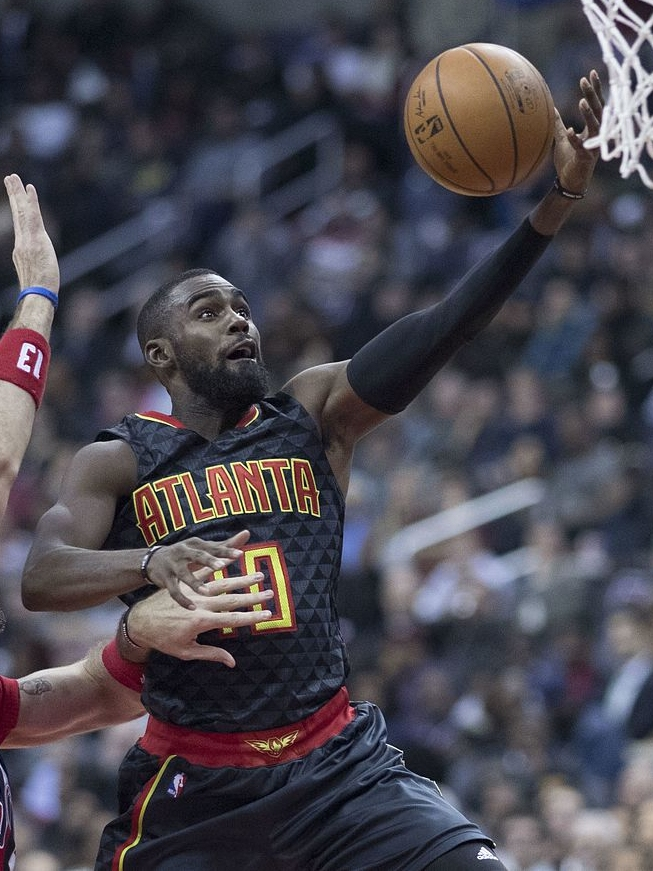
Хардуэй-младший в матче за «Хокс» в 2017 году

25 июня 2015 года Хардэн был обменян в «Атланту» на Джериана Гранта. Несмотря на то, что игрок набирал в предсезонках в среднем по 24 очка за матч, Хардуэя не заявили на матч открытия. Однако «Хокс» объявили о том, что команда укомплектована на сезон 2016–17, а Хардуэй должен был бороться за игровое время с Кайлом Корвером, Кентом Бэйзмором и Табо Сефолошей. Кроме того, Хардуэй также конкурировал с резервистами Ламаром Паттерсоном и Джастином Холидеем в новой команде и в новом игровом плане. Как результат, Хардуэй дебютировал в новой команде только 24 ноября в матче против «Бостона», пропустив 15 матчей в сезоне.
3 декабря 2015 года «Хокс» отправили игрока в аренду в фарм-клуб «Кантон Чардж», выступающий в лиге развития НБА. Через три дня «Хокс» вызвали игрока обратно. 28 декабря игрок был отправлен в аренду в «Остин Спёрс». 3 января 2016 года «Атланта» вновь вызвала игрока. Два дня спустя игрок получил 12 минут со скамейки в матче против «Нью-Йорка», набрал три очка. К концу февраля стал получать «мусорное время» в команде, выйдя в 25 матчах подряд.
Впервые вышел в стартовом составе 17 марта 2016 года против «Денвер Наггетс». Набрал лучшие в сезоне 21 очко, совершил семь подборов, отдал четыре передачи, совершил один перехват за 29 минут на площадке, побив рекорд от 3 февраля (13 очков против «Филадельфии»).
В матче открытия 27 октября 2016 года Хардуэй набрал 21 очко со скамейки, а команда обыграла «Вашингтон» со счётом 114–99, причем 12 очков набрал в последней четверти. Во втором сезоне в Атланте Хардуэй стал получать больше игрового времени, особенно после травмы Бэйзмора в декабре. 1 января 2017 года набрал лучшие в карьере 29 очков, в том числе трёхочковый за 3,3 секунды до конца основного времени, девять очков в овертайме, а также реализовав важные штрафные броски за 10,8 секунд до окончания овертайма. В итоге, «Хокс» победили «Сан-Антонио» со счётом 114–112. 29 января выйдя в старте Хардуэй набрал 19 очков (в том числе 9 в четвёртой четверти) в матче с четырьмя овертаймами, в котором провёл на площадке 58 минут против «Нью-Йорк Никс». 2 февраля Хардуэй набрал 23 из 33 очков в четвёртой четверти, что помогло отыграть 20-очковую разницу у «Хьюстона» и победить. 3 марта реализовал лучшие в карьере пять трёхочковых (5 из 9), а также 36 очков, однако команда проиграла «Кливленду» со счётом 135–130. 9 апреля в матче против «Кливленда» совершил лучшие в карьере 9 подборов и 21 очко. В трёх матчах подряд в среднем набирал 22 очка.

### Возвращение в Нью-Йорк (2017–2019)
В следующем сезоне «Хокс» расширили квалификационное предложение Хардуэю, он стал ограниченно свободным агентом (у «Атланты» осталось право принять предложение, если он подпишет контракт). 6 июля 2017 года Хардуэй получил четырёхлетнее предложение на сумму $71 млн. от «Никс», у «Атланты» оставалось право предложить свою сумму или потерять игрока. Контракт включал в себя соглашения на $16,5 млн., $17,32 млн., $18,15 млн. и $18,97 млн. игроку за 4 года, а также бонус в 15% за первый год, а также трёхкратную зарплату в случае обмена. «Атланта» отказалась повторить предложение, в итоге 8 июля Хардуэй подписал контракт с «Никс». Сезон начал в стартовой пятёрке. 29 октября 2017 года набрал лучшие в матче 34 очка, а его команда обыграла «Кливленд Кавальерс» со счётом 114–95. 8 ноября 2017 года вместе с Кристапсом Порзингисом в составе Хардуэй набрал первый в карьере дабл-дабл из 26 очков и 11 подборов в матче против «Орландо». Второй дабл-дабл набрал уже через пять дней в матче против «Кавальерс» (28 очков и 10 подборов). 22 ноября игрок набрал рекордные за карьеру 38 очков, в том числе 12 в третьей четверти, когда «Никс» совершили рывок 28-0 в матче против «Торонто», который закончился в пользу «Никс» 108–100. 5 декабря травмировал ногу и выбыл из игры на две недели. 12 января вернулся на площадку, пропустив 20 игр чемпионата. Вышел на замену на 25 минут, набрал 16 очков, однако команда проиграла «Миннесоте» со счётом 118–108. 14 февраля набрал 32 из 37 очков в первой половине, однако клуб уступил «Вашингтону». 23 марта набрал лучшие в карьере 39 очков, однако команда уступила «Миннесоте» со счётом 108–104.
В матче открытия, который состоялся 17 октября 2018 года, Хардуэй набрал 31 очко, а команда обыграла его бывший клуб со счётом 126–107. «Никс» установили рекорд франшизы, набрав во второй четверти 49 очков, 16 из которых были на счету Хардуэя. 29 октября набрал 25 очков и лучшие в карьере восемь результативных передач в матче против «Бруклин Нетс», который команда выиграла со счётом 115–96. 31 октября набрал 37 очков, в том числе лучшие в карьере 7 трёхочковых и 10 бросков с игры, однако команда проиграла со счётом 107–101 «Индиане» с Сабонисом и Оладипо. В первых восьми матчах набирал как минимум 24 очка в среднем за матч, став первым игроком после Патрика Юинга, который имел подобную статистику в сезоне 1990-91. 7 ноября набрал 27 из 34 очков во второй половине матче против «Атланты», в котором команда победила со счётом 112–107. Также в матче набрал рекордные 16 штрафных из 20 бросков. Три матча подряд Хардуэй набирал 30+ очков: против «Пеликанс» 16 ноября, 32 против «Орландо» 18 ноября, а также 32 против «Портленда» 20 ноября.

### Даллас Маверикс (2019–настоящее время)
31 января 2019 года Хардуэй вместе с Трэем Бёрком, Кортни Ли и Кристапсом Порзингисом были обменяны в «Даллас Маверикс». В обратную сторону отправились Деандре Джордан, Уэсли Мэттьюз, Деннис Смит, а также два будущих драфт-пика.
19 ноября 2020 года, после завершения сезона 2019-20, Хардуэй активировал опцию в контракте, чтобы остаться в «Маверикс». После сезона НБА 2020-21 года Хардуэй занял 5-е место в голосовании на приз «Лучший шестой игрок НБА», отстав на одно место от товарища по команде Джейлена Брансона.
Хардуэй переподписал контракт с «Маверикс» 9 августа 2021 года.

## Статистика

### Статистика в НБА
| Сезон   | Команда  | Регулярный сезон | Регулярный сезон          | Регулярный сезон         | Регулярный сезон         | Регулярный сезон                      | Регулярный сезон                   | Регулярный сезон            | Регулярный сезон           | Регулярный сезон              | Регулярный сезон              | Регулярный сезон         | Серия плей-офф  | Серия плей-офф            | Серия плей-офф           | Серия плей-офф           | Серия плей-офф                        | Серия плей-офф                     | Серия плей-офф              | Серия плей-офф             | Серия плей-офф                | Серия плей-офф                | Серия плей-офф           |
| Сезон   | Команда  | Сыгранные матчи  | Матчи в стартовой пятёрке | Количество минут за игру | Процент попаданий с игры | Процент попадания трёхочковых бросков | Процент попадания штрафных бросков | Количество подборов за игру | Количество передач за игру | Количество перехватов за игру | Количество блок-шотов за игру | Количество очков за игру | Сыгранные матчи | Матчи в стартовой пятёрке | Количество минут за игру | Процент попаданий с игры | Процент попадания трёхочковых бросков | Процент попадания штрафных бросков | Количество подборов за игру | Количество передач за игру | Количество перехватов за игру | Количество блок-шотов за игру | Количество очков за игру |
| ------- | -------- | ---------------- | ------------------------- | ------------------------ | ------------------------ | ------------------------------------- | ---------------------------------- | --------------------------- | -------------------------- | ----------------------------- | ----------------------------- | ------------------------ | --------------- | ------------------------- | ------------------------ | ------------------------ | ------------------------------------- | ---------------------------------- | --------------------------- | -------------------------- | ----------------------------- | ----------------------------- | ------------------------ |
| 2013/14 | Нью-Йорк | 81               | 1                         | 23,2                     | 42,8                     | 36,3                                  | 82,8                               | 1,5                         | 0,8                        | 0,5                           | 0,1                           | 10,2                     | Не участвовал   | Не участвовал             | Не участвовал            | Не участвовал            | Не участвовал                         | Не участвовал                      | Не участвовал               | Не участвовал              | Не участвовал                 | Не участвовал                 | Не участвовал            |
| 2014/15 | Нью-Йорк | 70               | 30                        | 24,0                     | 38,9                     | 34,2                                  | 80,1                               | 2,2                         | 1,8                        | 0,3                           | 0,2                           | 11,5                     | Не участвовал   | Не участвовал             | Не участвовал            | Не участвовал            | Не участвовал                         | Не участвовал                      | Не участвовал               | Не участвовал              | Не участвовал                 | Не участвовал                 | Не участвовал            |
| 2015/16 | Атланта  | 51               | 1                         | 16,9                     | 43,0                     | 33,8                                  | 89,3                               | 1,7                         | 1,0                        | 0,4                           | 0,1                           | 6,4                      | 9               | 0                         | 9,7                      | 26,9                     | 14,3                                  | 66,7                               | 1,0                         | 0,8                        | 0,0                           | 0,1                           | 2,2                      |
| 2016/17 | Атланта  | 79               | 30                        | 27,3                     | 45,5                     | 35,7                                  | 76,6                               | 2,8                         | 2,3                        | 0,7                           | 0,2                           | 14,5                     | 6               | 6                         | 33,4                     | 32,9                     | 26,2                                  | 63,2                               | 2,7                         | 1,2                        | 0,5                           | 0,0                           | 12,8                     |
| 2017/18 | Нью-Йорк | 57               | 54                        | 33,1                     | 42,1                     | 31,7                                  | 81,6                               | 3,9                         | 2,7                        | 1,1                           | 0,2                           | 17,5                     | Не участвовал   | Не участвовал             | Не участвовал            | Не участвовал            | Не участвовал                         | Не участвовал                      | Не участвовал               | Не участвовал              | Не участвовал                 | Не участвовал                 | Не участвовал            |
| 2018/19 | Нью-Йорк | 46               | 46                        | 32,6                     | 38,8                     | 34,7                                  | 85,4                               | 3,5                         | 2,7                        | 0,9                           | 0,1                           | 19,1                     | Не участвовал   | Не участвовал             | Не участвовал            | Не участвовал            | Не участвовал                         | Не участвовал                      | Не участвовал               | Не участвовал              | Не участвовал                 | Не участвовал                 | Не участвовал            |
| 2018/19 | Даллас   | 19               | 17                        | 29,3                     | 40,4                     | 32,1                                  | 76,7                               | 3,2                         | 1,9                        | 0,6                           | 0,1                           | 15,5                     | Не участвовал   | Не участвовал             | Не участвовал            | Не участвовал            | Не участвовал                         | Не участвовал                      | Не участвовал               | Не участвовал              | Не участвовал                 | Не участвовал                 | Не участвовал            |
| 2019/20 | Даллас   | 71               | 58                        | 29,5                     | 43,4                     | 39,8                                  | 81,9                               | 3,3                         | 1,9                        | 0,6                           | 0,1                           | 15,8                     | 6               | 6                         | 33,9                     | 42,1                     | 35,2                                  | 72,7                               | 3,5                         | 1,8                        | 0,3                           | 0,0                           | 17,8                     |
| 2020/21 | Даллас   | 70               | 31                        | 28,4                     | 44,7                     | 39,1                                  | 81,6                               | 3,3                         | 1,8                        | 0,4                           | 0,2                           | 16,6                     | 7               | 7                         | 37,4                     | 41,6                     | 40,4                                  | 75,0                               | 3,3                         | 1,4                        | 0,4                           | 0,0                           | 17,0                     |
| 2021/22 | Даллас   | 42               | 20                        | 29,6                     | 39,4                     | 33,6                                  | 75,7                               | 3,7                         | 2,2                        | 0,9                           | 0,1                           | 14,2                     | Не участвовал   | Не участвовал             | Не участвовал            | Не участвовал            | Не участвовал                         | Не участвовал                      | Не участвовал               | Не участвовал              | Не участвовал                 | Не участвовал                 | Не участвовал            |
| 2022/23 | Даллас   | 71               | 45                        | 30,3                     | 40,1                     | 38,5                                  | 77,0                               | 3,5                         | 1,8                        | 0,7                           | 0,2                           | 14,4                     | Не участвовал   | Не участвовал             | Не участвовал            | Не участвовал            | Не участвовал                         | Не участвовал                      | Не участвовал               | Не участвовал              | Не участвовал                 | Не участвовал                 | Не участвовал            |
| 2023/24 | Даллас   | 79               | 12                        | 26,8                     | 40,2                     | 35,3                                  | 85,2                               | 3,2                         | 1,8                        | 0,5                           | 0,1                           | 14,4                     | 14              | 0                         | 12,7                     | 37,9                     | 35,1                                  | 50,0                               | 1,8                         | 0,4                        | 0,4                           | 0,1                           | 4,4                      |
|         | Всего    | 736              | 345                       | 27,3                     | 41,8                     | 36,0                                  | 81,2                               | 2,9                         | 1,9                        | 0,6                           | 0,1                           | 14,0                     | 42              | 19                        | 22,2                     | 38,1                     | 33,3                                  | 66,7                               | 2,2                         | 1,0                        | 0,3                           | 0,0                           | 9,1                      |

### Статистика в Джи-Лиге
| Сезон   | Команда      | Регулярный сезон | Регулярный сезон          | Регулярный сезон         | Регулярный сезон         | Регулярный сезон                      | Регулярный сезон                   | Регулярный сезон            | Регулярный сезон           | Регулярный сезон              | Регулярный сезон              | Регулярный сезон         | Серия плей-офф  | Серия плей-офф            | Серия плей-офф           | Серия плей-офф           | Серия плей-офф                        | Серия плей-офф                     | Серия плей-офф              | Серия плей-офф             | Серия плей-офф                | Серия плей-офф                | Серия плей-офф           |
| Сезон   | Команда      | Сыгранные матчи  | Матчи в стартовой пятёрке | Количество минут за игру | Процент попаданий с игры | Процент попадания трёхочковых бросков | Процент попадания штрафных бросков | Количество подборов за игру | Количество передач за игру | Количество перехватов за игру | Количество блок-шотов за игру | Количество очков за игру | Сыгранные матчи | Матчи в стартовой пятёрке | Количество минут за игру | Процент попаданий с игры | Процент попадания трёхочковых бросков | Процент попадания штрафных бросков | Количество подборов за игру | Количество передач за игру | Количество перехватов за игру | Количество блок-шотов за игру | Количество очков за игру |
| ------- | ------------ | ---------------- | ------------------------- | ------------------------ | ------------------------ | ------------------------------------- | ---------------------------------- | --------------------------- | -------------------------- | ----------------------------- | ----------------------------- | ------------------------ | --------------- | ------------------------- | ------------------------ | ------------------------ | ------------------------------------- | ---------------------------------- | --------------------------- | -------------------------- | ----------------------------- | ----------------------------- | ------------------------ |
| 2015/16 | Кантон Чардж | 2                | 2                         | 32,7                     | 27,6                     | 7,1                                   | 89,5                               | 2,0                         | 2,0                        | 0,0                           | 0,0                           | 17,0                     | Не участвовал   | Не участвовал             | Не участвовал            | Не участвовал            | Не участвовал                         | Не участвовал                      | Не участвовал               | Не участвовал              | Не участвовал                 | Не участвовал                 | Не участвовал            |
| 2015/16 | Остин Спёрс  | 3                | 0                         | 23,1                     | 52,9                     | 47,8                                  | 86,7                               | 3,0                         | 2,0                        | 1,0                           | 0,0                           | 20,0                     | Не участвовал   | Не участвовал             | Не участвовал            | Не участвовал            | Не участвовал                         | Не участвовал                      | Не участвовал               | Не участвовал              | Не участвовал                 | Не участвовал                 | Не участвовал            |
|         | Всего        | 5                | 2                         | 26,9                     | 41,3                     | 32,4                                  | 88,2                               | 2,6                         | 2,0                        | 0,6                           | 0,0                           | 18,8                     | Не участвовал   | Не участвовал             | Не участвовал            | Не участвовал            | Не участвовал                         | Не участвовал                      | Не участвовал               | Не участвовал              | Не участвовал                 | Не участвовал                 | Не участвовал            |

### Статистика в NCAA
| Сезон   | Команда | Конференция | Год обучения («FR» — 1 курс, «SO» — 2 курс, «JR» — 3 курс, «SR» — 4 курс) | Сыгранные матчи | Матчи в стартовой пятёрке | Количество минут за игру | Процент попаданий с игры | Процент попадания трёхочковых бросков | Процент попадания штрафных бросков | Количество подборов за игру | Количество передач за игру | Количество перехватов за игру | Количество блок-шотов за игру | Количество очков за игру |
| ------- | ------- | ----------- | ------------------------------------------------------------------------- | --------------- | ------------------------- | ------------------------ | ------------------------ | ------------------------------------- | ---------------------------------- | --------------------------- | -------------------------- | ----------------------------- | ----------------------------- | ------------------------ |
| 2010/11 | Мичиган | Big Ten     | FR                                                                        | 35              | 35                        | 30,7                     | 42,0                     | 36,7                                  | 76,5                               | 3,8                         | 1,7                        | 1,0                           | 0,1                           | 13,9                     |
| 2011/12 | Мичиган | Big Ten     | SO                                                                        | 34              | 34                        | 34,2                     | 41,8                     | 28,3                                  | 71,5                               | 3,8                         | 2,1                        | 0,5                           | 0,3                           | 14,6                     |
| 2012/13 | Мичиган | Big Ten     | JR                                                                        | 38              | 38                        | 34,8                     | 43,7                     | 37,4                                  | 69,4                               | 4,7                         | 2,4                        | 0,7                           | 0,4                           | 14,5                     |
| Всего   | Всего   | Всего       | Всего                                                                     | 107             | 107                       | 33,3                     | 42,5                     | 34,3                                  | 72,4                               | 4,1                         | 2,1                        | 0,7                           | 0,3                           | 14,3                     |